# Carlos Eduardo Torres Gomes
Carlos Eduardo Torres Gomes, também conhecido como Eduardo Gomes (Estância, 28 de abril de 1966), é um empresário e político brasileiro filiado ao Partido Liberal (PL). Foi deputado federal do estado do Tocantins e atualmente é senador pelo mesmo estado, foi filiado ao Movimento Democrático Brasileiro (MDB) desde 2019. Em 4 de outubro de 2013, assinou a ficha de filiação ao Solidariedade, partido no qual chegou ao cargo de vice-presidente, depois de militar durante seis anos pelo Partido da Social Democracia Brasileira. Em 7 de outubro de 2018, foi eleito Senador pelo Tocantins tendo obtido 248.358 votos (19,48%) e sendo o mais votado desta eleição. Em janeiro de 2019 filiou-se ao MDB e, já no novo partido, foi eleito Segundo Secretário da Mesa Diretora do Senado no dia 2 de fevereiro de 2019. Foi líder do Governo Jair Bolsonaro no Congresso Nacional do Brasil.

## Carreira política
Iniciou carreira na administração pública em 1986 quando exerceu, por dois anos, o cargo de Secretário Municipal de Educação e Cultura de Xambioá. Em seguida, foi Secretário Municipal de Cultura de Araguaína de 1988 a 1989, quando passou a ser chefe de gabinete na Assembleia Legislativa do Tocantins até 1996, de onde se transferiu em 1997 para a Secretaria Municipal de Articulação em Palmas.
Nas eleições de 1996 elegeu-se vereador por Palmas pelo PPB, para o mandato de 1997 a 2001, mas se transferiu ao PSB em 1997.
Em 1999 filiou-se ao Partido da Social Democracia Brasileira (PSDB), pelo qual se reelegeu em 2000 como vereador da capital tocantinense. Nesta legenda, reelegeu-se vereador por Palmas, nas eleições de outubro de 2000. Chegou à presidência da casa legislativa, cargo que o alçou, interinamente, à prefeitura de Palmas.
Foi eleito deputado federal em 2002, com 37.251 votos. A primeira função de destaque do deputado tocantinense na Câmara foi de terceiro secretário da Mesa Diretora, em 2005, cargo ocupado pela primeira vez na história de um político do Estado[carece de fontes?].
Em outubro de 2005, Gomes votou pela abertura de processos de cassação contra treze deputados envolvidos no Escândalo do mensalão. No entanto, defendeu que três dos acusados fossem absolvidos pelo Conselho de Ética e Decoro Parlamentar da Câmara dos Deputados do Brasil: Vadão Gomes, Pedro Henry e Wanderval Santos.
Em 2006, foi reeleito para a Câmara dos Deputados do Brasil, com 33.664 votos. Em dois mandatos, Eduardo Gomes se tornou um dos mais influentes parlamentares do Brasil. Foi presidente da Comissão de Ciência, Tecnologia, Comunicação e Informática da Câmara dos Deputados.
No ano de 2007, Eduardo Gomes  assumiu a liderança do PSDB dentro da Comissão Mista de Orçamento do Congresso Nacional. Ele aceitou o convite do então presidente do PSDB, senador Sérgio Guerra para participar da coordenação política dos tucanos. No mesmo ano foi membro da Comissão de Minas e Energia, além da Comissão Mista Especial de Mudanças Climáticas do Congresso Nacional, da qual foi presidente. À frente da Comissão de Mudanças Climáticas, Gomes promoveu audiências junto a autoridades locais e organizações da sociedade civil que atuam na área ambiental. Também apresentou projetos de lei com vista a regulamentar o mercado de carbono no país, mas as propostas acabaram arquivadas pela Câmara.
Em 2011 foi eleito primeiro-secretário da Câmara dos Deputados, cargo que ocupou até 2013. Encerrou seu mandato em 2015, após tentativa frustrada de se eleger senador pelo Tocantins em 2014, quando foi derrotado por uma diferença de 5.932 votos pela senadora Kátia Abreu. O vaga no senado foi obtida quatro anos mais tarde, em 2018.
Em 2014, apoiou Aécio Neves como candidato à Presidência da República.
Em julho de 2019, Gomes pediu licença do recém-conquistado cargo de senador para assumir como secretário de Governo do estado de Tocantins, comandado pelo governador Mauro Carlesse. Permaneceu como secretário por apenas um mês. Como senador, Eduardo Gomes usou verbas indenizatórias do Senado Federal do Brasil para financiar a imprensa local do Tocantins com notícias a seu favor.